# Musikschule Düren
Die Musikschule Düren koordiniert das musisch künstlerische Angebot in der nordrhein-westfälischen Stadt Düren. Im Oktober 1970 folgte die Stadt anderen nordrhein-westfälischen Städten, indem das Kulturangebot der Stadt um eine Musikschule erweitert wurde.
Die Musikschule verfolgt neben der Förderung von musikalischen Fähigkeiten auch die Weiterentwicklung von tänzerischen Anlagen und setzt dabei vor allem den Fokus auf heranwachsende Schüler. Zudem sollen in der Musikschule besondere Begabungen und die studienvorbereitende Ausbildung gefördert werden. Im Jahre 2019 werden etwa 1800 Schülerinnen und Schüler von ca. 65 Lehrkräften unterrichtet.

## Das zentrale Unterrichtsgebäude

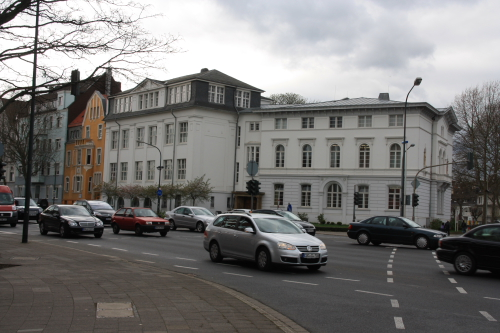
Das Haus der Musikschule

Das zentrale Unterrichtsgebäude der Musikschule ist denkmalgeschützt. Es steht an der Ecke Tivolistraße/August-Klotz-Straße am ehemaligen Kriegerdenkmalplatz und hat die Hausanschrift Tivolistraße 1. Das jetzige Haus der Musikschule ist die ehemalige Villa des Dürener Fabrikanten Schüll. Das Gebäude wurde im 19. Jahrhundert erbaut. Es handelt sich um einen zweigeschossigen Putzbau mit Mezzaningeschoss. Zur Tivolistraße hin besteht ein zweiachsiger übergiebelter Mittelrisalit. 1914 wurde das Gebäude zur August-Klotz-Straße hin erweitert. Seit dieser Zeit wird es auch als Schulgebäude genutzt, u. a. als evangelische Volksschule oder Gymnasium (Gymnasium am Wirteltor Düren).
Vor dem Gebäude steht die Orpheus-Statue, ein Denkmal.
Das Bauwerk ist unter Nr. 1/007 in die Denkmalliste der Stadt Düren eingetragen.

## Der Förderverein der Musikschule Düren e.V.
Der 1975 gegründete Förderverein der Musikschule Düren e. V. setzt sich für die musikalische Entwicklung von Kindern und Jugendlichen ein. Er war maßgeblich an der Konzeption und Entwicklung des Cappella Villa Duria-Konzertforums beteiligt. Dieses hat unter seiner Trägerschaft in den letzten 15 Jahren für die Stadt Düren ein vielseitiges Konzertangebot geschaffen. So werden unter diesem etwa 20 bis 25 Konzerten in der Saison gespielt.
Zudem werden aus Spenden an den Förderverein folgende Dinge gefördert:
- neue Instrumente und die Instandhaltung von Instrumenten
- Zuschüsse für Schüler zu Ensemblefahrten
- Patenschaften für Kinder, damit diese am Angebot der Musikschule teilnehmen können